# 戈里察·加耶維奇
戈里察·加耶維奇（1958年5月20日—2024年12月16日）是塞尔维亚律師、政治人物，曾於1996年3月2日至2000年10月間任塞爾維亞社會黨總書記。

## 生平
1958年5月20日，戈里察·加耶維奇生於南斯拉夫塞爾維亞社會主義共和國科盧巴拉州瓦列沃，父母分別為农学工程師阿爾森尼耶·加耶維奇（／）和瑞士家庭主婦埃爾維拉·斯維卡特（Elvira Švikart）。5歲時，她與家人搬家到拉什卡州的拉什卡，之後在那裡度過童年；1977年自文理中学「5月25日」（„25. мај”）畢業後至貝爾格勒大學法學院就讀，1981年畢業。隔年，她成為實習法官，1983年成為法官助理，1984年升任拉什卡地方法院法官，任職至1989年。
加耶維奇是南斯拉夫共產主義者聯盟的活躍黨員。1989年，她當選為塞尔维亚共产主义者联盟拉什卡市委員會書記，1990年塞共盟改組為塞爾維亞社會黨後持續任職至1992年。1990年至1993年間，她先後當選塞爾維亞國民議會議員和南斯拉夫聯盟共和國聯邦議會公民院議員。1995年，她接替辭職的米洛拉德·伍切利奇成為塞爾維亞社會黨國會黨團領導人。1996年，她在塞爾維亞社會黨第三次全國代表大會上繼米洛米爾·米尼奇當選為塞爾維亞社會黨總書記，不久之後成為南聯盟聯邦議會公民院副主席。
2000年10月，時任塞爾維亞社會黨籍南聯盟總統斯洛博丹·米洛舍维奇因疑似在選舉中舞弊而遭到推翻，此後加耶維奇被迫辭職下臺，並淡出政壇。加耶維奇離開貝爾格勒後，移居拉什卡，在當地從事律師工作。2008年9月，經拉什卡市議會同意，她獲任命為拉什卡申訴專員。
2024年12月16日，加耶維奇逝世，終年66歲。